# 原子力安全課
原子力安全課（げんしりょくあんぜんか）は、文部科学省の科学技術・学術政策局に存在した課。
原子力規制委員会へ業務が移行後、廃止された。

## 職務
- 原子力の安全及び平和利用の確保

## 組織
- 原子力安全技術センター
- 日本分析センター
- 放射線計測協会